# Pachnobia diffusa
Pachnobia diffusa är en fjärilsart som beskrevs av Rudolf Rangnow 1935. Pachnobia diffusa ingår i släktet Pachnobia och familjen nattflyn. Inga underarter finns listade i Catalogue of Life.